# Dernișoara
Dernișoara – wieś w Rumunii, w okręgu Bihor, w gminie Derna. W 2011 roku liczyła 555 mieszkańców.